# Le Sirop Typhon
Le Sirop Typhon est une chanson de 1969 interprétée par Richard Anthony. 
Il s'agit d'une adaptation de Lily the Pink (en), chanson du groupe The Scaffold, qui connut le succès en Grande-Bretagne en 1968. 
La chanson est l'un des derniers succès du chanteur, avant Amoureux de ma femme en 1975. La pochette de ce 45 tours est dessinée par Jacques Combet. Elle représente « un boxeur du début du XXe siècle et un serveur de café lui apportant un verre de sirop sur un plateau ».